# Edmund Davy
Pour les articles homonymes, voir Davy.
Edmund Davy (1785 – 5 novembre 1857), est un professeur de chimie à la Royal Cork Institution, en 1813 et à la Royal Dublin Society en 1826. 
Il a découvert l'acétylène, ainsi nommé plus tard par Marcellin Berthelot. Il est également un membre fondateur de la Chemical Society, et un membre de l'Académie royale d'Irlande.
Edmund Davy est, par ailleurs, le cousin des frères Davy : Sir Humphry Davy et John Davy, scientifiques anglais qui ont aussi poursuivi des recherches, entre autres, en chimie.